# 舒崇福
舒崇福（1954年—），男，四川达县人，中国导演，中国电视艺术家协会理事，中国电视剧飞天奖优秀导演。